# Naissance en 927
Naissance
- 923
- 924
- 925
- 926
- 927
- 928
- 929
- 930
- 931

Song Taizu, né en 927.

Cette page dresse une liste de personnalités nées au cours de  l'année 927 :
- 21 mars : Song Taizu, général, il est choisi par ses pairs pour être empereur : il est le fondateur de la dynastie Song.

- Ch'oe Sung-no, haut fonctionnaire coréen vivant sous les Koryo, auteur d'un long manuel du bon gouvernant.
- Fujiwara no Anshi, impératrice consort japonaise, de l'empereur Murakami.

date incertaine (vers 927)
- Fantinus (en), saint italien.
- Olaf Kvaran, roi de Dublin de 945 à 948 et de 953 à 980 et roi du royaume viking d'York.

## Crédit d'auteurs
- Cet article est partiellement ou en totalité issu de l'article intitulé « 927 » (voir la liste des auteurs).